# Pakorenovke
Pakorenovke (znanstveno ime Collybiopsis) so rod gliv iz družine livkarjevk (Omphalotaceae).

## Značilnosti
Pakorenovke imajo raznoliko paleto oblik gob, vključno z oblikami, ki spominjajo na rodove korenovke (Collybia), korenovci (Gymnopus), sehlíčke (Marasmiellus), popkarice (Omphalina) in ostrigarji (Pleurotus). Njihovi lističi so lahko prosti ali pa se spuščajo navzdol po steblu. Bet je na klobuk lahko pritrjen sredinsko ali ekscentrično, včasih raste neposredno iz podlage ali pa ima nekoliko širšo dnišče. Mikroskopsko so zanje značilni elipsoidni do podolgovati trosi, ki so prozorni in neamiloidni in imajo tako bel trosni odtis. Na površini beta so specializirane celice, imenovane kavlocistide. Povrhnjico klobuka sestavljajo koralne ali razvejane strukture na konicah hif.

## Seznam pakorenovk Slovenije[3]
- šopasta pakorenovka (Collybiopsis confluens)
- pekoča pakorenovka (Collybiopsis peronata)
- vejina pakorenovka (Collybiopsis ramealis)

## Galerija slik
- vejina pakorenovka
- pekoča pakorenovka
- šopasta pakorenovka